# Megiddo (ep)
Megiddo er en ep fra det norske black metal-band Satyricon.

## Spor
1. "The Dawn of a New Age" – 5:45 (Remix af Apoptygma Berzerk)
2. "Night of Divine Power" – 5:50 (Genindspilning af "The Dark Castle in the Deep Forest" fra debutalbummet Dark Medieval Times)
3. "Forhekset" – 4:16 (Live)
4. "Orgasmatron" – 4:59 (Mötorhead-cover)

| Musik | Spire Denne musikartikel er en spire som bør udbygges. Du er velkommen til at hjælpe Wikipedia ved at udvide den. |